# Загибель тургрупи Дятлова
61°45′15.8″ пн. ш. 59°26′42.2″ сх. д. / 61.754389° пн. ш. 59.445056° сх. д.
Заги́бель тургру́пи Дя́тлова — смерть учасників туристичного походу під проводом Ігоря Дятлова, що сталася орієнтовно в ніч на 2 лютого 1959 року на горі Холатчахль (Північний Урал, нині Росія). В експедиції взяли участь 9 осіб (один учасник вибув ще до виходу на маршрут), усі мандрівники загинули. Їхня смерть викликала суспільний резонанс не тільки через численність жертв, але і через плутану картину місця злочину, недобросовісні слідчі дії, несумісний з доказами висновок слідства, що стало підставою для різноманітних конспірологічних припущень. Перевірка Генеральної прокуратури Росії, проведена 2018 року, підтвердила первинний висновок слідства. Наразі існує близько 75 версій загибелі туристів, кожна з яких має численних критиків і шанувальників.
Серед офіційних версій подій називалися три головні: лавина, «сніжна дошка» (щільний пласт дрібнозернистого снігу, що нерідко провокує схід лавини) і ураган. 11 липня 2020 року Генеральна прокуратура РФ оголосила, що причиною загибелі туристів є лавина. Нова перевірка та слідчі експерименти й експертизи розпочалися в лютому 2019 року через звернення родичів загиблих.
В російському інформаційному просторі, особливо в сегменті парапсихології, тема не втрачає актуальності й через 60 років після трагічних подій, її розслідуванню присвячені тематичні сайти, книги, документальні фільми. В пам'ять про загиблих безіменний перевал, розташований поблизу місця подій, названо перевалом Дятлова. На основі цієї історії режисером Ренні Гарліном знято художній фільм «Таємниця перевалу Дятлова» (2013).
Загадковість подій на горі Холатчахль послужила тому, що цю історію часто називають таємниця загибелі групи Дятлова або інцидент на перевалі Дятлова (цей термін поширений здебільшого в англомовному середовищі). Однак слід зауважити, що остання назва документально неточна, по-перше, тому що на момент трагедії цей перевал ще не носив імені Дятлова, по-друге, тому що сама подія сталася не на перевалі, а поблизу нього.

## Учасники експедиції
В експедиції горами Уралу зголосилися взяти участь 13 юнаків і дівчат. На останньому етапі підготовки до них приєднався турінструктор Семен Золотарьов, який спочатку планував йти у похід з іншою групою, очолюваною Сергієм Согріним. Четверо бажаючих (Бієнко В. І., Верхотуров Ю., Вишневський Ю. Н., Попов Н. П.) не змогли взяти участь у запланованій події. Отже, кінцевий склад туристичної групи включав 10 осіб:
1. Дя́тлов І́гор Олексі́йович (13 січня 1936 — лютий 1959) — керівник експедиції, розробник маршруту, студент 5-го курсу радіотехнічного факультету Уральського політехнічного інституту (УПІ). Талановитий технік, який вже на 2-му курсі винайшов і змайстрував ультракороткохвильову радіостанцію, яку успішно випробував у мандрах[1 4]. У цьому поході учасники послуговувались сконструйованою ним мобільною піччю. Його характеризували як ерудовану, вдумливу, врівноважену і відповідальну людину. В експедиції він користувався повагою всіх учасників; особливо симпатизував Зіні Колмогоровій[1 5];
2. Дороше́нко Ю́рій Микола́йович (29 січня 1938 — лютий 1959) — студент 4-го курсу факультету підйомно-транспортних машин УПІ. Раніше зустрічався з Зіною Колмогоровою, після розриву стосунків зберіг з нею дружні відносини[1 5];
3. Дубі́ніна Людми́ла Олександрі́вна (12 травня 1938 — лютий 1959) — студентка 3-го курсу інженерно-економічного факультету УПІ. Любила співати, фотографувати. Вирізнялась сильною вдачею, наприклад, в одному з попередніх походів отримала вогнепальне поранення ноги, після якого мужньо перенесла болісне транспортування. Була старшою групи в поході II категорії складності в 1958 році[1 5][1 6];
4. Золотарьо́в Семе́н Олексі́йович (2 лютого 1921 — лютий 1959) — старший інструктор Коурівської турбази, найстарший і найдосвідченіший учасник походу, родом з Кубані. Після школи призваний до армії, на Німецько-радянській війні воював на Білоруському фронті у званні сержанта, нагороджений чотирма медалями. Після війни залишився в Мінську, де закінчив спеціальний факультет Інституту фізичної культури БССР (1951). По завершенні навчання працював турінструктором на Кавказі. До Свердловська переїхав 1958 року, іншим учасникам представився як «Саша». Мав на тілі декілька татуювань, в тому числі напис «Гена». Згодом деякі дослідники розтлумачать це як приналежність до кримінального середовища. Неузгодженість біографічних деталей дала підстави припустити, що Золотарьов був штатним працівником Комітету державної безпеки (КДБ), де, ймовірно, обіймав посаду «регіонального резидента»[1 5]. Був харизматичним лідером і в групі відразу завоював довіру всіх учасників;
5. Колева́тов Олекса́ндр Сергі́йович (16 листопада або 30 січня[1 7] 1936 — лютий 1959) — студент 4-го курсу фізико-технічного факультету УПІ. Уродженець Свердловська, випускник Свердловського гірничо-металургійного технікуму. Працював у секретному інституті «п/с 3394» в Москві на посаді старшого лаборанта, заочно навчався у Всесоюзному заочному політехнічному інституті, звідки перевівся на очне відділення УПІ (повернувся до Свердловська у 1957 році). Мав риси лідера, спокійну, приязну вдачу, його характеризували як відповідального, акуратного до педантичності працівника. Ймовірно, позаштатний співробітник КДБ[1 5];
6. Колмого́рова Зінаїда Олексіївна (12 січня 1937 — лютий 1959) — студентка 5-го курсу радіотехнічного факультету УПІ. Мала лідерські задатки, вміла організувати роботу інших і при цьому була душею будь-якої компанії, вирізнялась доброзичливістю, твердістю духу. Під час одного із попередніх походів її вкусила гадюка, тоді Зіна мужньо боролась за життя, перебуваючи на межі смерті;
7. Кривоні́щенко Гео́ргій Олексі́йович (7 лютого 1935 — лютий 1959) — випускник будівельного факультету УПІ (1957), більше знаний в колі друзів під іменем Юрій. Працював інженером (виконробом) в будівельному тресті при комбінаті № 817 у засекреченому місті Челябінськ-40. Був свідком і ліквідатором наслідків Киштимської аварії. Грав на різних музичних інструментах, також був дуже приязним і його радо сприймали в різних компаніях, особливо близько приятелював з Дятловим. Ймовірно, позаштатний співробітник КДБ[1 5];
8. Слободі́н Русте́м Володи́мирович (11 січня 1936 — лютий 1959) — випускник механічного факультету УПІ (1958), тюркське ім'я отримав від батьків як данину інтернаціональній екзотиці, етнічний росіянин. Працював інженером закритого конструкторського бюро «п/с 10». Любив грати на мандоліні, захоплювався бігом і боксом, вирізнявся відмінною фізичної підготовкою, витривалістю;
9. Тібо́-Бриньо́ль Мико́ла Володи́мирович (5 червня 1935 — лютий 1959) — випускник будівельного факультету УПІ (1958), працював виконробом Свердловську. Походив з родини французьких гірничих інженерів, що давно натуралізувалися в Росії. Його батька репресували, мати заслали в табір, де у постійних нестатках і пройшло дитинство Миколи. Його описували як енергійну, приязну, відкриту, життєрадісну людину з відмінним почуттям гумору;
10. Ю́дин Ю́рій Юхи́мович (19 липня 1937 — 27 квітня 2013) — студент 4-го курсу інженерно-технічного факультету УПІ. В минулому був учасником походу III (на той час найвищої) категорії складності. Єдиний з організаторів цього походу, що вижив завдяки неучасті в основній його частині. В зрілому віці працював заступником голови Солікамська по економіці й прогнозуванню, також очолював міський туристичний клуб «Полюс». Згідно з заповітом похований на Михайловському кладовищі поряд з іншими учасниками експедиції[1 8].

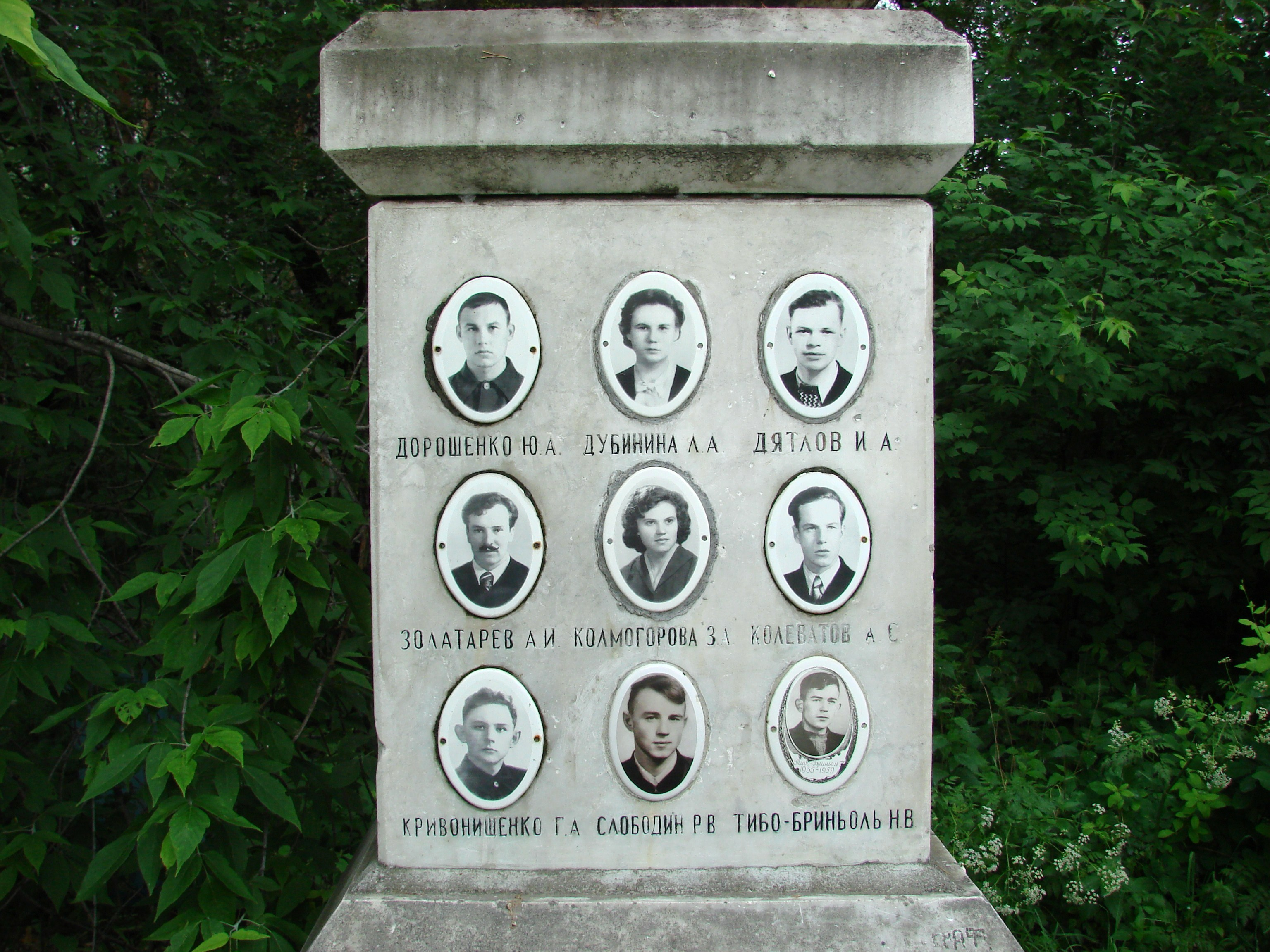
Фотографії всіх загиблих (ініціали Золотарьова С. О. написано з помилкою).

Група Дятлова вирізнялась однорідністю складу. Вісім її членів були майже однолітками і навчались в одному виші, тобто мали спільні вікові та професійні інтереси. Ранній період їхнього життя пройшов у Свердловську і лише Тібо-Бриньоль приїхав із сусіднього Кемерово. Сім туристів були етнічними росіянами, два — зросійщеними українцями. Привертає увагу і схожість життєвих поглядів: учасники походу належали до інтелігенції, були успішними в навчанні, мали позитивні характеристики на роботі та різноманітні особисті захоплення, вели щоденники. Усі дев'ять мали вищу освіту, вміли фотографувати і неодноразово ходили в походи. До початку експедиції вісім юнаків та дівчат вже були знайомі між собою, брали участь у спільних неформальних подіях (походи, святкування). І лише Золотарьов був чужою людиною в цьому студентському загалі. Та попри вікову різницю він швидко адаптувався в новому колективі, завоював авторитет і був чудово сприйнятий молодшими учасниками.
Слід зауважити, що трьох членів групи (Колмогорову, Дорошенка, Дятлова) в різні періоди життя єднали особливо близькі відносини, але ревнощів це не викликало. Всі члени групи були несімейними, високоморальними людьми. Жоден не мав шкідливих звичок, окрім Колеватова, який курив люльку. Отже, припущення про можливі сварки на ґрунті особистої неприязні, сексуальних відносин, національної несхожості, пияцтва необґрунтовані. Попри згуртованість туристів в групі існували мікроугруповання. Так, активне ядро становили Дятлов, Золотарьов, Колеватов і Кривоніщенко, інші психологічно їм підкорювались.

## Розвиток подій

### Історичне тло
Описані в розділі події напряму не стосуються загибелі групи Дятлова, але вони можуть пояснити мотиви й цілі деяких її членів, а також появу окремих слідчих версій.

### Підготовка до походу
Зимовий похід Уральськими горами формально проходив під егідою спортивного клубу УПІ і був присвячений XXI з'їзду КПРС. Керівництво клубу обмежило свою участь видачею деякого спорядження. Маршрут належав до найвищої III категорії складності. Всі учасники експедиції були фізично і морально готові до подібного випробування, бо раніше неодноразово бували у походах різних категорій. Проєкт походу, затверджений Міською маршрутною комісією 8 січня 1959 року, передбачав 16-денну автономну мандрівку з «холодними» ночівлями, під час якої туристи мали пройти понад 300 км засніженою тайгою. Перша частина експедиції була пасивною: громадським транспортом учасники мали добратися до селища лісорубів 41-й Квартал. Активна фаза експедиції передбачала піше пересування на лижах. У прикінцевій частині маршруту туристи мали піднятися на дві вершини Північного Уралу — Отортен (1234 м) і Ойкачахл (1322 м). За планом Дятлова, рухаючись уздовж Північної Тошемки, 12 лютого група мала повернутися до селища Віжай, відрапортувати телеграмою про успішне завершення експедиції, а далі самостійно повернутися до Свердловська 15 лютого.
Спорядження групи Дятлова було примітивним, але звичайним для туристів того часу. Учасники походу були вдягнуті в домашні сорочки, светри, куртки і ватники. На ногах мали спортивні й утеплені штани, шкарпетки, лижні черевики і повстяники (по дві пари взуття на кожного). Голови захищали шапками різного ґатунку. Група мала запасні лижі, великий саморобний намет, зшитий з двох стандартних, ковдри, підвісну піч, котел, сокири, льодоруб, аптечку. Запас харчів складався з сухарів, м'ясних консервів, копченої корейки, згущеного молока, цукру, кави тощо. Спиртних напоїв у похід не брали, але пізніше в них виявлять невелику кількість спирту (можливо, виміняли в лісорубів). Мандрівники мали при собі кілька щоденників, не менше чотирьох фотоапаратів і велику суму грошей (близько 2000 карбованців).
У туристів не було запасу супів-концентратів, дієвих ліків (наприклад, потужного знеболювального), детальних топографічних карт. Через грубий одяг і брезентовий намет вони були перевантажені. Серед незвичних деталей слід вказати на те, що керівництво клубу видало туристам вітрівки, але перед початком походу наказало їх повернути. Олександр Колеватов виручив товаришів, роздобувши десь светри. Учасники експедиції не мали вогнепальної зброї для захисту від звірів, чоловіки були озброєні лише чотирма фінськими ножами. Також незрозуміло, чому вони вирушили у багатоденний і складний похід безлюдною місцевістю без засобів зв'язку, хоча Дятлов мав власний радіопередавач і неодноразово ним користувався в аналогічних ситуаціях. Підсумовуючи ці деталі можна сказати, що загалом група Дятлова була добре підготована до пасивного виживання в екстремальних умовах зимової тайги, але не мала засобів для активної боротьби за життя у непередбачуваних обставинах.

### Хід експедиції
23 січня група вирушила поїздом зі Свердловська до Сєрова, куди прибула вранці наступного дня і застала вокзал зачиненим. Тут стався інцидент з Юрієм Кривоніщенком, який жартома почав просити милостиню в подорожніх. Його доправили до міліцейського пункту, звідки невдовзі випустили без складання протоколу. День туристи провели у місцевій школі. Ввечері іншим поїздом виїхали до Івделя. Добрались опівночі, а вранці 25 січня автобусом поїхали у селище Віжай. У селищі вони опинились близько 14:00, зупинились в місцевому готелі, що являв собою звичайну хату. 26 січня о 13:10 група вирушила до останнього населеного пункту на їхньому маршруті — робочого селища лісорубів 41-й Квартал. Туди вони добиралися у відкритому кузові вантажівки. Приїхали о 16:30 і переночували в робітничому гуртожитку.
Вранці 27 січня Юрій Юдин відчув біль у нозі. Загострення радикуліту він пов'язав із поїздкою у відкритому кузові напередодні. Однак він вирушив у похід з іншими о 16:00. На цьому етапі група добралась до покинутого селища 2-й Сєвєрний у супроводі воза, на якому везли спорядження, самі туристи йшли на лижах. У покинутому селищі Юдин набрав у керносховищі мінералогічні зразки для свого інституту, однак усвідомив, що далі йти не зможе. Група заночувала у порожній хаті; вранці 28 січня Юдин повернувся до селища лісорубів разом із провідником-візником. Ця перша невдача змусила Ігоря Дятлова перепланувати хід експедиції: через Юрія Юдина він просив передати керівництву клуба про скореговану дату повернення до Віжая — не 12, а 14 лютого. Фотографії, зроблені учасниками експедиції, у співставленні з датованими записами в щоденниках дозволяють точно простежити їхнє подальше пересування.

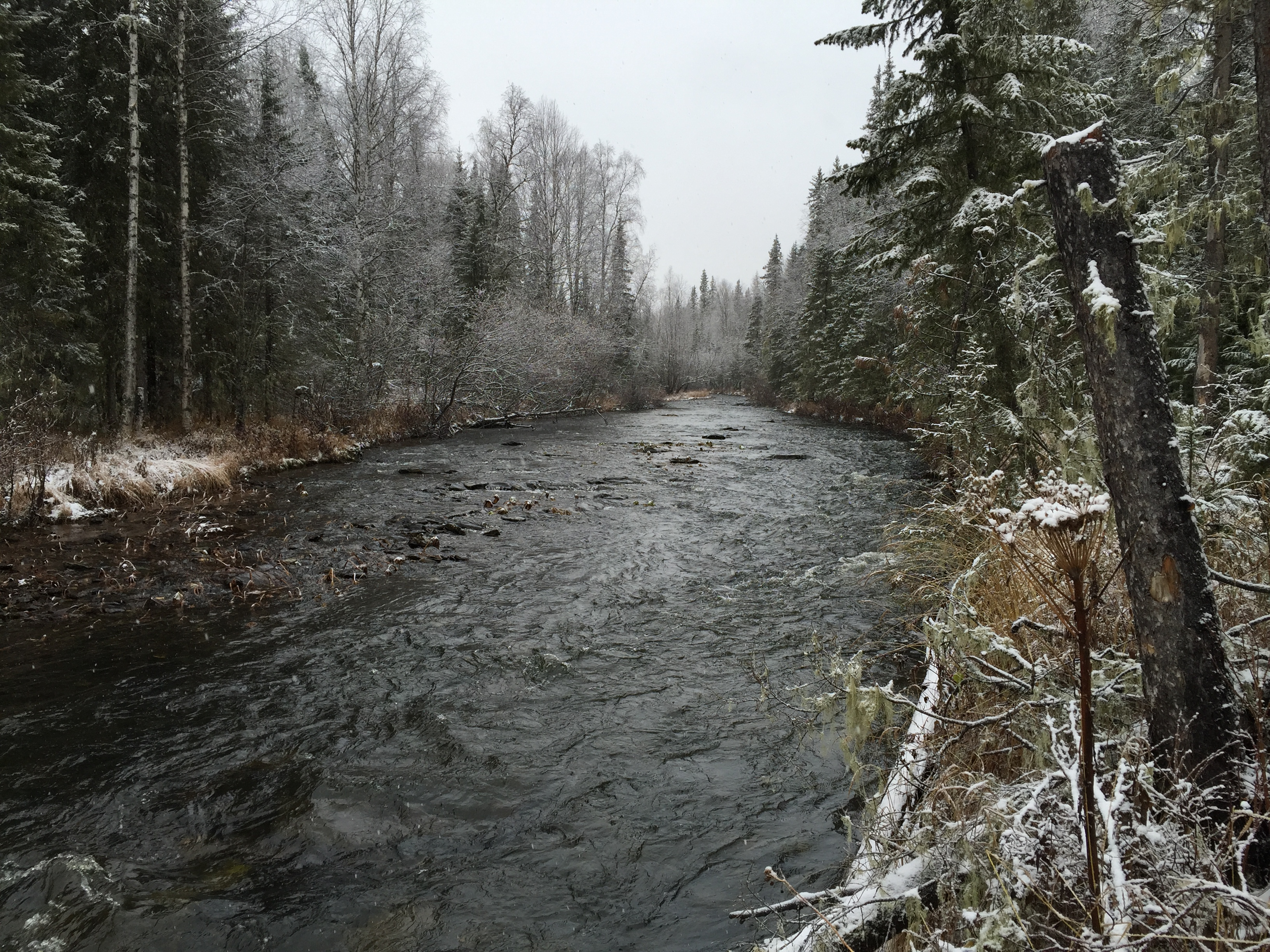
Річка Ауспія, поблизу якої сталася трагедія.

28 січня решта групи вирушила в автономну мандрівку. Ввечері того дня туристи заночували на березі Лозьви. 29 січня зробили перехід мисливською стежкою мансі до річки Ауспії. 30 січня продовжили рух мансійською санно-оленячою стежкою до верхів'їв річки. 31 січня вони підійшли до висоти 1079, так тоді називали гору Холатчахль. Оскільки мандрівники мали зійти на дві місцеві вершини, то вони вдалися до загальноприйнятої туристської практики — вирішили облаштувати тимчасове сховище провіанту (лабаз), щоб розвантажитись і скористатись припасами на зворотному шляху. Втім, 31 січня на схилі Холатчахлю місця для лабазу підшукати не вдалось, тому група спустилась до Ауспії й переночувала на її березі. 1 лютого група знов піднялась на Холатчахль, де поставила намет і лабаз біля безіменного перевалу, який згодом назвуть іменем Дятлова. На цьому етапі привертають увагу дивні деталі: пізній вихід групи (о 15:00), що при короткому світловому дні неприпустимо, надкороткий перехід (лише 2 км), який не можна пояснити тільки облаштуванням лабазу, незручне місце для ночівлі — намет встановили на безлісому схилі при тому, що починалася завірюха і раціональніше було спуститися з перевалу до Ауспії й облаштувати табір у безвітряному лісі.

## Пошукова операція

### Зима
Останні кадри фотоплівок і записи в щоденниках туристів відносяться саме до табору поблизу перевалу, облаштованому 1 лютого близько 17:00. У заявлені дні повернення (12 або 14 лютого) група Дятлова у кінцевий пункт маршруту не прийшла. Першими занепокоїлись член турклубу Галина Радостева, Ігор Кривоніщенко (брат Юрія) і Римма Колеватова (сестра Олександра). Невдовзі до них приєднались батьки Дубініної, Кривоніщенко, Слободіна, а також Юрій Блінов — керівник іншої групи, що вирушив у похід одночасно з Дятловим і встиг до цього часу повернутися. Перші телефонні запити щодо дислокації групи Дятлова надійшли до Віжаю 16 лютого. Жодних пояснень віжаївці дати не змогли. Почалися пошукові роботи.
Керівництво клубу не мало маршрутного плану походу. Його вдалося відтворити лише за спогадами друга Колеватова, Ігнатія Рягіна. 19 лютого Римма Колеватова передала нарис-карту викладачу військової кафедри УПІ, полковнику Г. С. Ортюкову, який склав план рятувальної операції. 20 лютого голова клубу Лев Гордо разом з Юрієм Бліновим провели авіарозвідку оперативного району. 22 лютого сформували групи рятувальників, які очолили досвідчені альпіністи і туристи Моісей Аксельрод, Борис Слобцов, Олег Гребенник і Володислав Карелін, причому останнього залучили до пошуків щойно після повернення з походу. Тоді ж до цивільних рятувальників приєднались силові органи: військова група капітана Чернишова, група оперативників з собаками під орудою старшого лейтенанта Моісеєва, курсанти сержантської школи СевУралЛага під керівництвом лейтенанта Потапова, саперна група з міношукачами, очолювана підполковником Шестопаловим. Було чимало охочих і серед місцевого населення. Добровольцями-пошуковцями стали мансі з родів Анямових, Бахтіярових, Курікових, мисливці з Республіки Комі, на волонтерських засадах надали рації та власні послуги радисти Єгор Неволін і Б. Ябуров. Загальне керівництво рятувальною операцією поклали на майстра спорту з туризму Є.  П. Масленнікова, начальником оперативного штабу призначили полковника Г. С. Ортюкова.

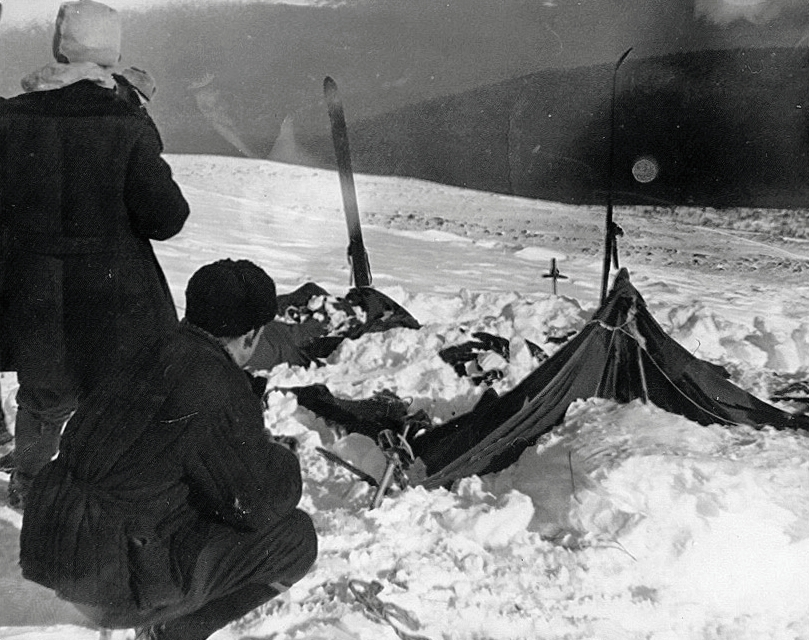
Пошуковики В. Карелін (стоїть) і Ю. Коптьолов біля знайденого намету (фото рятувальника Вадима Брусніцина, 26 чи 28 лютого 1959 року).

Район пошуку обмежили простором між Отортеном і Ойкачахлом, як найбільш віддаленим і небезпечним. Поблизу Отортена висадили групи Слобцова і Аксельрода (23 і 26 лютого), біля Ойкачахла — групу Гребенника (24 лютого), на півшляху між ними — групу Чернишова (26 лютого). Ще одна група мисливців-мансі під проводом радиста-геологорозвідника Неволіна рухалась уздовж Ауспії в напрямку її верхів'їв. Вже 23 лютого мансі повідомили про залишки туристської стоянки в районі Ауспії, на підставі чого група Слобцова скорегувала маршрут і вийшла на слабкий слід в районі гори Холатчахль. 25 або 26 лютого група Слобцова знайшла напівзаметений порваний намет. За речами у наметі визначили, що він належав групі Дятлова. Від намету вниз по схилу йшли добре збережені сліди. За поданою ввечері радіограмою в район намету перекинули решту пошуковиків.
Наступного дня, тобто 26 або 27 лютого, за 1,5 км від намету під великим кедром на узліссі знайшли тіла двох людей. Одного ідентифікували як Кривоніщенка, другого як Золотарьова, але пізніше з'ясувалось, що то був Дорошенко. Одночасно за 300 м від кедра на схилі гори знайшли напівзаметений труп Ігоря Дятлова. Ввечері того ж дня пошукові собаки виявили тіло Зінаїди Колмогорової. Воно лежало на 330 м вище від тіла Дятлова. Стан знайдених трупів показував, що смерть настала за незвичних обставин (див. «Картина місця подій»), тому 28 лютого пошуки очолила надзвичайна комісія Свердловського обкому КПРС.

### Весна
2 березня за 300—400 м від намету туристів знайшли лабаз. Він був неушкодженим і містив стільки продуктів, що це дало підставу припустити, що ним взагалі не користувались з моменту закладки. Пошуковців озброїли щупами для виявлення тіл, глибоко заметених снігом. Вже 5 березня під шаром снігу завтовшки 15—20 см знайшли тіло Рустема Слободіна. Воно лежало на тій же лінії, що і тіла Дятлова з Колмогоровою, приблизно посередині між ними. Та це був останній легкий успіх.
8 березня Є. П. Масленніков доповів про складні умови роботи пошуковців і необхідність відтермінування робіт до сходу снігу, однак комісія наполягла на продовженні операції. Пошуковцям довелось виконати неймовірний обсяг робіт, пробиваючи щупами буквально кожен метр снігової поверхні. За місяць ними було пройдено весь схил від намету до кедра, перевал між висотами 1079 і 880, відріг Холатчахля, хребет до Лозьви, долину 4-ї безіменної притоки Лозьви і долину самої Лозьви на 4—5 км униз — загалом тричі пройдено площу в 1500 га. За тогочасними уявленнями така інтенсивність пошуків не відповідала масштабу трагедії, адже радянська влада нехтувала і більш важливими потребами своїх громадян. Попри надзвичайну зацікавленість рятувальників у виявленні тіл, пошуки не давали результатів. На початку травня поблизу 4-ї притоки Лозьви з-під снігу з'явились уривки одягу, зрізані гілки. За порадою мансі пошуковці пішли цим слідом і сконцентрували пошуки в яру завглибшки до 5 м. Хоча цей квадрат вже досліджували, однак двометрові щупи могли і не пробити удвічі більший шар снігу. На початку травня під снігом на глибині 2,5 м знайшли настил з хвойних гілок, вкритий одягом. Розкопки навколо нього незабаром виявили і решту тіл. Трупи Дубініної, Золотарьова, Колеватова, Тібо-Бриньоля лежали біч-о-біч на дні яру в струмку, утвореному талими водами. Пошукову операцію було завершено.

## Похорон
Тіла усіх загиблих доправляли в морг Івделя на аутопсію. Показово, що перші п'ять тіл доправили у герметичних мішках вертольотом безперешкодно, останні чотири тіла ті ж самі пілоти відмовились доправляти в мішках, наполягаючи на цинкових гробах. Спочатку влада запропонувала поховати туристів тут же у провінційному Івделі, причому з родичами відмовились провести загальні збори, натомість кожну сім'ю вмовляли окремо. Та через наполегливий спротив близьких і за підтримки секретаря Свердловського обкому, високопосадовця КДБ В. О. Куроєдова зрештою дозволили похорон у Свердловську.
9 березня 1959 року Дорошенка і Колмогорову поховали на Михайловському міському кладовищі, наступного дня там же поховали Дятлова і Слободіна. Влада вжила заходів, щоб запобігти масовому скупченню людей. Для цього зірвали оголошення про похорон, закрили центральний вхід кладовища, а жалобну процесію пустили через бічний (для цього навіть довелося розібрати огорожу). Та все одно розголосу уникнути не вдалося. Свідки подій вказують, що на похороні були присутні 10 000 жителів міста. Тіло Кривоніщенка поховали 9 березня окремо від решти туристів на закритому Івановському кладовищі, причому батьки Юрія не були ініціаторами такої почесті. 12 травня 1959 року тіла решти загиблих також розподілили за неясним принципом: Дубініну, Колеватова і Тібо-Бриньоля поховали на Михайловському кладовищі поруч з товаришами, а Золотарьова знову ж таки на Івановському біля Кривоніщенка. Через рік, коли батьки Кривоніщенка від'їджали до Казахстану, вони попросили дозвіл на ексгумацію. У цьому їм було категорично відмовлено. Ці дивні обставини згодом будуть розтлумачені дослідником трагедії О. І. Ракітіним.

## Слідство
Результати пошуків показали, що вже перші загиблі вмерли або насильницькою смертю, або за надзвичайних обставин, тому прокуратурою Івделя було відкрито кримінальну справу. Її вів слідчий прокурор Свердловської прокуратури Л. М. Іванов, на місці подій початкові слідчі дії виконував В. І. Темпалов. Розтин тіл здійснив судмедексперт Свердловського обласного бюро судово-медичної експертизи Б. О. Возрождьонний. У дослідженні перших чотирьох тіл йому допомагав судмедексперт Сєвєроуральська І. І. Лаптєв, у дослідженні останніх чотирьох тіл взяла участь експерт-криміналіст Г. Є. Чуркіна. Радіологічну експертизу виконав головний радіолог Свердловської міської санітарно-епідеміологічної служби Левашов.

### Картина місця подій
У підсумку знахідки пошуковців і слідчих виглядали так. Намет встановлений на схилі у відкритій місцині за всіма туристичними правилами, його встановлювали не поспішаючи, оскільки під наметом для утеплення складено лижі всіх учасників експедиції. Запасна пара лиж стоїть вертикально біля входу, тут же розкидано дрібні предмети (лижні шапочки тощо) і льодоруб, навколо намету стирчать лижні палиці. Задня частина намету частково засипана снігом. На вже засніжений намет покладено ручний ліхтар, він вимкнений, але працює. Всередині намету лежать усі речі учасників походу, в тому числі їжа, спирт, гроші, щоденники і чотири фотоапарати (усі марки «Зоркий»). Тент підпертий частково заструганою лижною палицею. Практично усе взуття туристів скидане в безладну купу біля входу. У бічній площині намету зроблено декілька розрізів, великих і малих. Люди покинули намет через великий розріз, оскільки намет зсередини застібнутий.

Схема місця події: 0) гора Холатчахль, 1) намет, 2) ймовірна траєкторія руху туристів, 3) кедр, 4) вогнище, 5) струмок в яру, 6) настил в яру, 7) траєкторія руху від кедра до намету; х — позначено ділянку видимих слідів туристів, далі їх присипало снігом; чорними хрестами позначено місця розташування трупів.

Від намету вниз схилом ведуть сліди 8—9 осіб, які розходяться (7+2) і знову сходяться. З них видуло сніг, тому точно встановлено, що частина людей йшли у повстяниках, а частина невзутими. Під кедром у підніжжя гори знайдено залишки багаття. Навколо кедра зрубано чимало молоденьких ялиць, хоча тут повно сухих гілок. На самому кедрі до висоти 4—5 м також відламано кілька гілок. Тіла Дорошенка і Кривоніщенка лежать поруч витягнутими на повний зріст. Торси хлопців вкриті одягом явно неповним (самі сорочки); шапки і взуття відсутні. Нижче пояса на них одягнута тільки білизна. На тілах немає ран, лише дрібні подряпини і потемнілі кінцівки (обмороження III ступеня), але на нозі Кривоніщенка видно великий опік, при цьому шкарпетка і холоша тонких штанів неушкоджені.
Тіла Дятлова, Слободіна і Колмогорової лежать на схилі практично на одній лінії, що веде від намету до кедра. Відстань між тілами становить кілька сотень метрів. Положення тіл вказує, що всі три людини рухались у напрямку від кедра до намету. Всі три відносно добре вдягнуті, але без шапок і взуття (у Слободіна одна нога взута у повстяник), особливо вражає стан Дятлова, на чиїх ступнях лише тонкі бавовняні шкарпетки. Дятлов лежить на спині, тримаючись за берізку. Колмогорова і Слободін лежать на животі, під носом останніх видно намерзлий лід, що свідчить, що вони деякий час дихали в сніг. Тіла не мають ран, лише подряпини, причому вони витягнуті на повний зріст. Також на схилі знайдено ввімкнутий розряджений ліхтар.
Тіла в яру лежать за 7—10 метрів від настилу з гілок, упритул одне до одного, майже обійнявшись. Вони вдягнуті, але взуття мають лише Золотарьов і Колеватов (вони без шапок), натомість Дубініна і Тібо-Бриньоль мають головні убори, проте на їхні ноги надягнуті лише непарні шкарпетки і ганчір'я. На шиї Золотарьова висить фотоапарат марки «ФЕД» без плівки. Оскільки ці тіла змокли і мають деякі ознаки розкладу детальніше їхній стан при поверховому огляді встановити не вдалося.
До первинної картини місця подій слід додати й усні повідомлення свідків: 17 лютого на Північному Уралі бачили в небі дивні вогняні сфери, що повільно беззвучно рухались і поступово згасали. Цей феномен спостерігали також туристи групи Кареліна за 60 км від табору Дятлова. Востаннє такі явища на місці подій бачили пошуковики 31 березня 1959 року. За повідомленнями метеорологічної служби погода в районі подій ввечері 1 лютого була вітряна, йшов сніг, температура повітря становила –15…–25 °C.

### Експертизи
Судово-медична експертиза тіл встановила наступні факти. Загальний стан перших п'яти загиблих добрий, вони мають лише незначні посмертні зміни. Останні чотири тіла мають мацеровану («лазневу») шкіру, що свідчить про багатоденне перебування у воді. Разом з тим ступінь розкладу незначний, що дозволяє зробити точні висновки щодо внутрішніх ушкоджень.
Огляд тіла Дорошенка підтвердив наявність дрібних подряпин, обморожених пальців і відсутність зовнішніх ознак насильницької смерті. Разом з тим в його легенях виявлено піну, яку судмедексперт ніяк не пояснив. У висновку він записав, що причиною смерті було переохолодження. Аутопсія Кривоніщенка підтвердила дані поверхневого огляду (відсутність зовнішніх ушкоджень, за винятком опіку, обморожених пальців). Розтин його тіла не виявив і внутрішніх ушкоджень, однак у протоколі зафіксовано цікаву деталь: між зубами хлопця був невеликий фрагмент його власної шкіри з пальців. За висновком експерта Юрій помер від переохолодження.
У Дятлова не знайшли істотних ушкоджень крім подряпин, саден тощо, причиною його смерті визнано переохолодження. Зовнішній огляд Рустема Слободіна мав ті ж результати, однак в нього виявили приховану тріщину черепа при неушкодженій шкірі голови. Травма спричинила крововилив у мозок і втрату свідомості, однак смерть все ж таки наступила через переохолодження у безпорадному стані. Зовнішній огляд Колмогорової виявив на її обличчі численні подряпини, на правій скроні характерне ушкодження у вигляді п'ятикутної зірки, а на зап'ястках сліди від мотузок. Вирізану зірку Б. О. Возрождьонний описав у протоколі як «садно неправильної форми». Причиною смерті Зіни і Рустема визнано нещасний випадок.

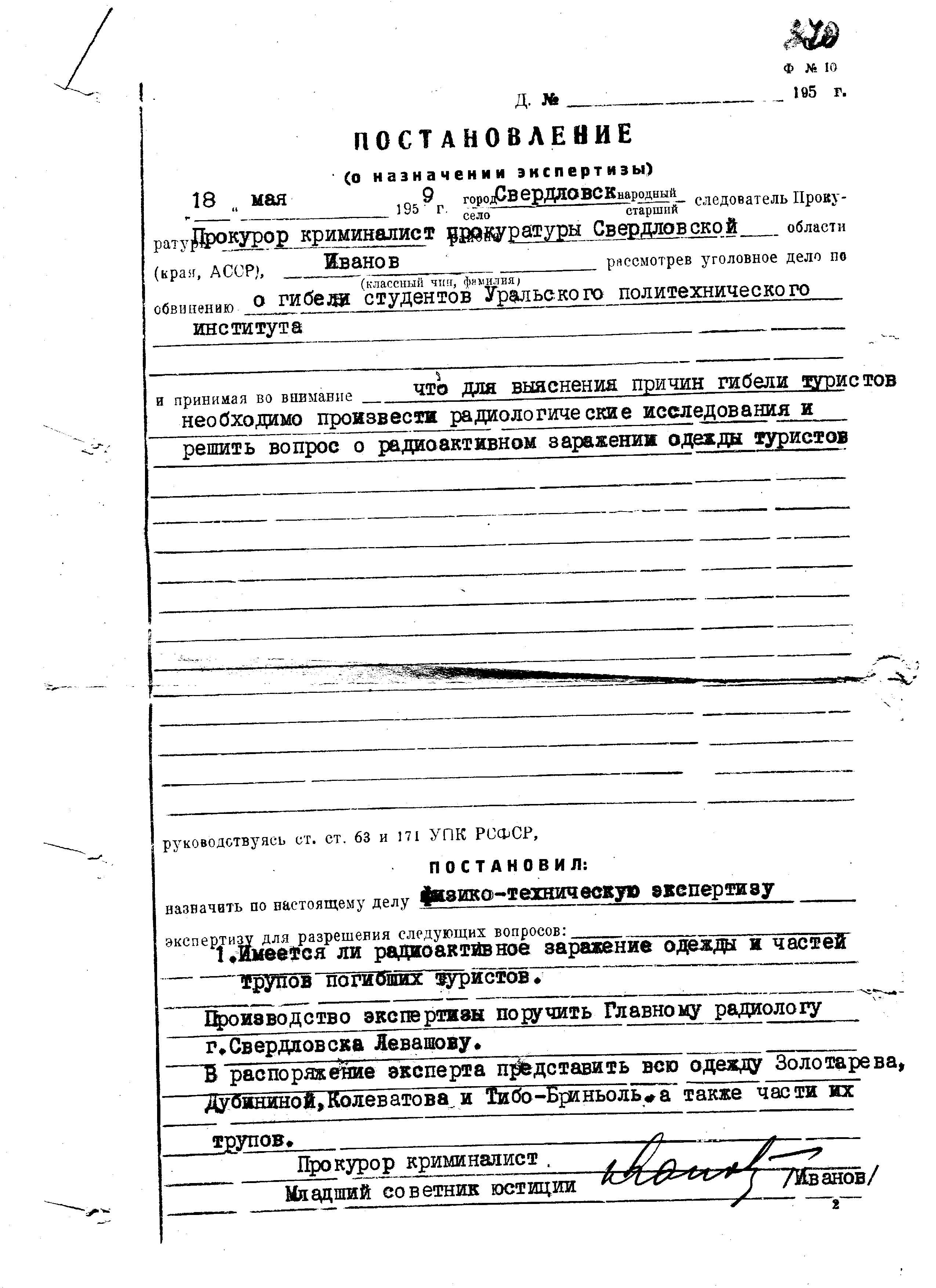
Постанова про призначення радіологічної експертизи.

Розтин Колеватова не виявив у його тілі істотних внутрішніх змін, однак на голові були сліди ударів в область носа і вуха, смерть визнана насильницькою без уточнення причини. У Тібо-Бриньоля виявлено травматичне ушкодження основи черепа і настільки сильне, що вм'ятину було видно неозброєним оком. За її формою можна було встановити характер предмета, яким завдано удару. Б. О. Возрождьонний дійшов висновку, що причиною смерті була черепно-мозкова травма внаслідок падіння. Зовнішній огляд Дубініної показав, що у неї відсутні м'які тканини обличчя, очні яблука і язик, є глибока вм'ятина грудної клітки. Детальний розтин показав, що в неї також занадто рухомі ріжки під'язикової кістки, є двосторонній перелом багатьох ребер, великий крововилив у правий шлуночок серця і плевральну порожнину. Як зазначив судмедексперт, ушкодження м'яких тканин голови були посмертними, травми грудної клітки «спричинені дією значної сили». У Золотарьова також не було очей, тільки множинні переломи ребер були односторонніми. Б. О. Возрождьонний констатував насильницьку смерть Семена як результат «дії значної сили… в момент його падіння, стиснення або відкидання».
Після проведення звичайної судово-медичної експертизи слідчим Л. М. Івановим було призначено радіологічну. На светрі, в якому була Дубініна, поясі від светра і шароварах, які були на Колеватові, знайдено сліди радіоактивних речовин (β-випромінювача). Експерти виявили, що вони змиваються водою, отже є сторонніми домішками на одязі. Інтенсивність β-розпадів на речах туристів сягала 5000—9900 розпадів на хвилину. Це не становило смертельної небезпеки, але з огляду на те, що тіла вже пробули у воді близько 15 днів, припустили, що раніше концентрація небезпечних речовин була значно вищою.

### Аналіз слідства
Картина місця подій виглядала надзвичайно заплутаною. Практично усі припущення суперечили один одному. Наприклад, вихід з намету через діру справляв враження евакуації, але учасники йшли повільно і згуртовано, що не було схожим на втечу, разом з тим вони не були взуті, отже покинули намет з якоїсь надзвичайної причини. Поставлена в умови виживання у нічному лісі група Дятлова не пішла до лабазу, хоча принаймні один ліхтар у них з собою був. Очевидно, туристи намагались зігрітися біля ватри, а троє ще й намагались повернутись до намету (найімовірніше по взуття), однак пішли до нього не взуті Золотарьов і Тібо-Бриньоль, а майже босі Дятлов і Колмогорова. Незрозуміло, навіщо четверо ховались на настилі з гілок, якщо за кількадесят метрів під кедром горів вогонь, і навіщо вони покинули настил, залишившись поруч з ним. Якщо між членами групи спалахнула сварка, то озброєні ножами мали перевагу, і хто б не був переможцем, але він мав зняти одяг і взуття з переможених і дістатися лабазу принаймні наступного дня. Отримані деякими учасниками походу травми не є сумісними з жодним видом зброї, наявної в групі (ножі, сокири, льодоруби).
Слідчі дії, проведені В. І. Темпаловим, були непрофесійними. При огляді місця подій він знехтував важливою процедурою — фотографуванням речових доказів (слідів) у метричній проєкції (з метричною лінійкою в кадрі). Деякі свідки вказують на факти, які згодом не були зафіксовані матеріалами слідства: наявність біля намету слідів від чобіт (мандрівники не мали такого взуття), знайдений уламок чиєїсь лижі, невідповідність пар лижних черевиків і лиж числу учасників походу, безслідне зникнення принаймні одного щоденника. До справи не була прикріплена і карта, якою в поході користувались туристи. Численні дослідники трагедії звернули увагу на невідповідність дати відкриття справи числу, зазначеному на її першій сторінці (6 лютого замість 6 березня), деякі тлумачать це як переконливу ознаку фальсифікації.
Ще більш суперечливими виглядали дії слідчого Л. М. Іванова. Спочатку він висунув робочу версію вбивства туристів мисливцями мансі, потім став дотримуватись версії загибелі через стихійне лихо. Це видно з протоколів судмедексперта Б. О. Возрождьонного, який, по-перше, використовував максимально розмиті формулювання, по-друге, робив висновки, які суперечили навіть його власним твердженням і фото. Ним проігноровано усі ознаки обшуку трупів (розстебнуті кишені, нехарактерні для замерзлих людей пози). Показове мовчання щодо зірки на скроні Колмогорової. Непереконливо звучить твердження про посмертну втрату язика і очей (згнили у воді, з'їли миші) при повній збереженості аналогічних тканин голови у Дубініної й Золотарьова. Це згуртоване намагання переконати громадськість, що загиблі просто замерзли через якесь непорозуміння, несподівано перекреслює запит на радіологічну експертизу. Матеріали слідства не містять жодного доказу, який міг обумовити таку цікавість. Пізніше прихильники паранормальних версій розглянуть таку поведінку слідчого як доказ того, що після повідомлень про незрозумілі небесні об'єкти той запідозрив дію невідомого випромінювання або НЛО. Втім, це припущення не відповідає реаліям радянського суспільства, де суворо засуджувалась забобонність, віра у чудеса і будь-яку містику. Державний службовець такого рангу і в такій сфері діяльності не міг дотримуватись подібних поглядів. Показово, що відразу після отримання результатів експертизи, слідчий закрив справу. Смерть членів групи Дятлова констатували як таку, що настала внаслідок дії «непереборної стихійної сили».
Кримінальну справу здали в секретний архів, аркуші справи 370—378 з результатами радіологічної експертизи зберігали окремо під грифом «цілком таємно». До 1963 року наклали заборону на відвідування місця події. Через 25 років, коли минув термін зберігання документів, обласний прокурор Туйков наказав справу не знищувати, як «суспільно значущу». При цьому родичам для ознайомлення видавали копію справи, а в оригіналі були відсутні 70 аркушів. Перевірка Генеральної прокуратури Росії у 2018 році не виявила в діях слідчої групи ознак службової недбалості, отже попередній висновок слідства залишили в силі.
Постанова про закриття кримінальної справи

## Версії подій
Смерть усіх членів групи Дятлова викликала величезний суспільний резонанс, який підігріло незадовільне слідство. Це послужило ґрунтом для численних неофіційних розслідувань і припущень. За короткий час інцидент на Північному Уралі став своєрідним викликом фахівцям у сфері туризму, краєзнавцям, шанувальникам містики і паранормальних явищ, прихильникам конспірології тощо. Кожен вважав своїм обов'язком розгадати таємницю, доки ця таємничість сама собою не перетворилась на культ. Як наслідок, і в XXI столітті інтерес до цієї теми не вщухає, а породжує все нові версії. Загалом їх налічують близько 75.

### Кримінальні версії

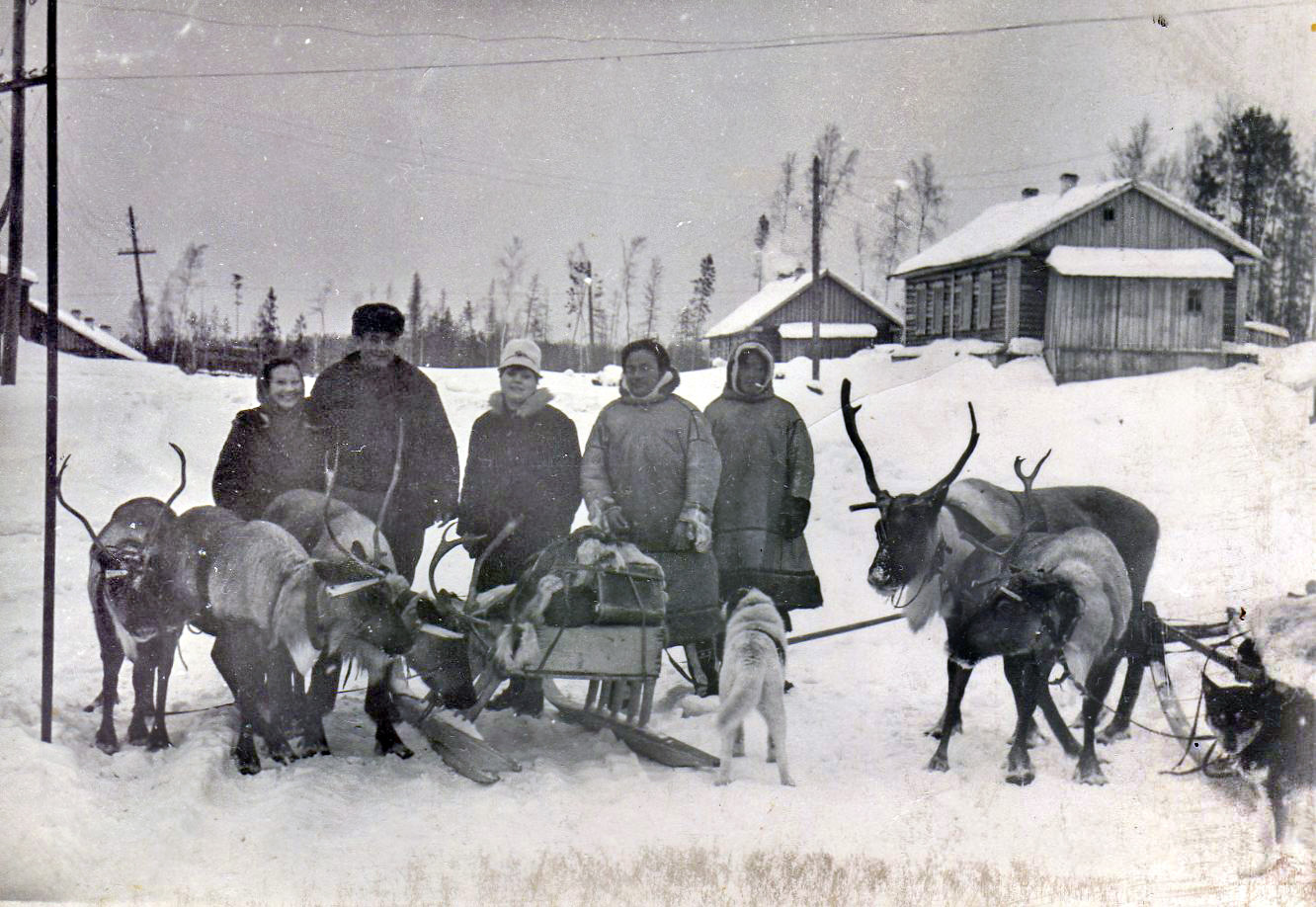
Мансі-оленярі разом з росіянами. Це фото 1960-х років, зроблене у Свердловській області, демонструє рівень взаємовідносин між двома народами.

Пояснюють загибель тургрупи Дятлова насильницькими діями сторонніх осіб. За родом підозрюваних виділяють:
- вбивство мансі — перша офіційна версія слідства. За нею, вбивство скоїли місцеві оленярі-мисливці, що посварились з туристами через побутові дрібниці або на релігійному ґрунті (члени групи могли спаплюжити їхні святилища). Ця версія з самого початку виглядала слабкою, оскільки мансі завжди дружньо ставились до туристів, а гору Холатчахль вважали не святою, а проклятою (мовою мансі це «гора Мерців»)[1 45][1 46]. До того ж мансі-вбивці не залишили б у наметі цінні в їхньому побуті речі: сіль, сірники, гроші та, особливо, спирт, який у них грає роль твердої валюти. Тим не менш, Л. М. Іванов запідозрив у вбивстві мансі-пошуковиків Анямова і Курікова — саме тих, що зробили найбільший внесок у розшук слідів мандрівників. Від суду невинних врятувала випадковість: було встановлено, що намет розрізано зсередини[1 17][1 27], отже це зробили самі туристи, а не вигадані нападники; підозрюваних звільнили;
- сварка між членами групи — журналіст-розвідувач Ю. Є. Яровий згадує, що таке припущення висловлював слідчий Л. М. Іванов. Мотивом злочину могли бути ревнощі, боротьба за жіночу увагу, але це не відповідає масштабу конфлікту (навряд чи в бійку могли вступити усі чоловіки), та й загибель обох дівчат в цьому контексті виглядає неймовірною. Ця версія суперечить і психологічним характеристикам учасників походу, серед яких не було фривольних, слабкодухих або неврівноважених особистостей[1 10];
- вбивство в'язнями — густа мережа пенітенціарних закладів завжди ускладнювала кримінальну ситуацію на Уралі, отже мирні туристи могли стати легкою мішенню для збіглих арештантів. Та це суперечить доказовій базі, адже в'язні навряд чи стали приховувати сліди злочину в практично безлюдній місцевості та й не полишили б у наметі стратегічних запасів харчів і спирту. Малоймовірно, щоб вони утримались від сексуального насильства над жінками, а розтин тіл показав, що цього не сталося[1 39][1 42];
- вбивство браконьєрами-силовиками — як різновид попередньої версії припускали, що вбити мирних мандрівників могли працівники МВС, які займалися протизаконним полюванням і грубо насміялися з беззахисних студентів. Цю версію визнано невірогідною, оскільки взимку околиці Холатчахлю непридатні для полювання;
- маніакальне вбивство — маловідома версія, за якою учасник(и) групи отруїлись неякісним спиртом або прийняли психотропні препарати, під дією яких з'їхали з глузду, побачили галюцинації, втратили самоконтроль і перебили інших та один одного. З огляду на психологічні характеристики учасників походу пияцтво для них було неприйнятним, а для вживання психотропних препаратів не було навіть формальних підстав.

### Природні версії
Пояснюють загибель тургрупи Дятлова впливом природних факторів — стихій чи звірів. Серед цих версій відомі такі:
- сходження лавини — це припущення висловив пошуковець М. А. Аксельрод[1 47]. Пізніше її дотримувався слідчий прокурор Л. М. Іванов. Згідно з нею, туристи при встановленні намету підкопали сніг з одного боку, вночі на цю стінку намело ще снігу і вона з'їхала униз. Схід лавини так налякав членів групи, що вони вибігли невзутими і втекли до лісу. Цю версію спростовує поведінка загиблих, яким для евакуації з намету не потрібно було різати цупкий брезент, а достатньо було з протилежного боку відкрити вхід, вільний від снігу. До того ж вони рухались в бік лісу по прямій, що при сході лавини було безглуздим. Також незрозуміло, яким чином при сході значної маси снігу могли залишитись у вертикальному положенні такі легкі предмети як лижі й палиці, чому лавиною не засипало дрібні предмети біля намету і навіщо врятовані від стихії люди облишили вогнище;
- ураган — за однією з ранніх версій, когось з туристів на схилі здуло вітром, інші поспішили йому на допомогу і, не зумівши повернутися до намету, замерзли. Цю версію відразу було відхилено, оскільки вона не пояснювала тяжких травм, радіоактивності, а також необхідності розрізати намет і спішити на поміч босоніж. Також було доведено, що через малу крутість схилу навіть при ураганному вітрі людина, що впала, не могла відкотитися далеко і була здатна самостійно доповзти до вихідної точки;
- напад звірів — мансі, що полювали в околицях гори, бачили там сліди лосів, вовків, росомах[1 45] — звірів, здатних напасти на людину і нанести їй смертельні травми. Теоретично, в тайзі міг блукати і ведмідь-шатун, та сліди на трупах не виявили кусаних чи рваних ран. В цьому випадку нелогічно виглядає віддалення від вогню принаймні більшості загиблих;
- дія кульової блискавки — за цими припущеннями туристи могли загинути внаслідок зіткнення з кульовою блискавкою. Появою блискавки можна пояснити втечу туристів з намету й опіки у Кривоніщенка, однак вона не мала ударної сили і не могла спричинити переломів, до того ж на трупах не було слідів електротравми, які неминуче з'явились би при прямому контакті з нею.

### Техногенні версії
Пояснюють загибель туристів впливом на них різних видів зброї (ракетної, вакуумної, радіаційної), випромінювання, речовин, ударних хвиль. Серед них найбільш відомі:
- вибух бомби або ракети — батько Дубініної припускав, що групу Дятлова спонукало полишити намет серед ночі надяскраве світло або гучний звук[1 48], які виникли внаслідок потужного вибуху, а вибухова хвиля розкидала по схилу тіла і завдала важких переломів. На користь цього припущення висловлювався і батько Кривоніщенка, який вважав, що біля багаття туристи рятувались вже осліпленими[1 11][1 49]. Ця версія не пояснює вибірковість травм загиблих: якщо всі вони перебували в однакових умовах, то чому одні тільки замерзли, а інші отримали удари. Офіційно в момент трагедії над Уралом не зафіксовано запуску ракет відповідної дальності, навіть таких, що могли впасти у місці подій внаслідок аварії, однак деякі дослідники це заперечують[1 17];
- випробування психотронної зброї — на думку В. Г. Воловича, в районі Холатчахля військові могли випробовувати психотронну зброю, під дією якої туристи з'їхали з глузду і повбивали один одного.

Загальний контраргумент для версій цієї групи висловив О. І. Ракітін, на думку якого будь-яку зброю немає сенсу випробовувати за межами полігону, де можна дослідити її вражаючу силу і фізичні характеристики. Оскільки район подій був безлюдним, то сенсу проводити навіть надсекретні випробування у технічно неоснащеній місцевості не було.

### Гібридні версії
З'явились внаслідок слабкого обґрунтування попередніх. В них недоліки аргументації виправлено додатковими припущеннями, які ускладнюють картину подій. Наприклад:
- убивство військовими — згідно з цим припущенням, туристи у безлюдній місцевості випадково стали свідками випробувань нової зброї, військове командування наказало позбутися свідків та інсценувати смерть від природних факторів. На користь цієї версії свідчить рання залученість військових у пошуки цивільних громадян. Однак її пояснює ініціатива сестри Колеватова, яка першою звернулась до викладача військової кафедри по допомогу. До того ж співпраця військових і цивільних у надзвичайних ситуаціях була поширеною практикою в СРСР. Цю версію спростовує також наявність видимих ознак насильницької смерті на декількох трупах, адже у разі організованого вбивства військові мали широкі повноваження для того, щоб приховати усі докази;
- отруєння компонентами ракетного палива — за цією версією, над районом подій випробовували ракету, токсичне паливо якої вплинуло на психіку випадкових свідків і спричинило масовий психоз, у стані зміненої свідомості туристи повбивали одне одного. Цю версію спростовує те, що основним видом ракетного палива для балістичних ракет був гептил, токсичність якого настільки висока, що смерть наступає до повної прояви ознак отруєння;
- схід лавини внаслідок вибуху — ця версія є просто ускладненим варіантом вищеназваної природної і має такі самі спростування. Її висловлював пошуковик М. А. Аксельрод;
- дія інфразвуку — за цим припущенням, туристів охопив панічний страх, спричинений природними інфразвуковими коливаннями. Такий звук, на думку прихильників цієї версії, міг породити вітер, який дув з певною силою над скелями[1 11]. Спростування: 1) хоча дія інфразвуку на психіку людини доведена, але вона не настільки велика, щоб спричинити божевілля; 2) вплив інфразвуку носить індивідуальний характер, дехто до нього чутливий, а дехто — ні, неймовірно, щоб усі члени групи однаково сприйняли це явище; 3) вітер над скелями не міг викликати інфразвук дієвої (для психіки людини) гучності.

### Маргінальні версії
До цієї групи належать припущення, що смерть учасників експедиції викликали паранормальні або містичні явища, як от: дія НЛО, вбивство прибульцями, прокляття духів чи мансійських богів, напад снігової людини. Спільною особливістю цих версій є те, що вони не тільки науково необґрунтовані, а й ігнорують матеріали самого слідства. Автори цих припущень просто замовчують деталі, які не можуть пояснити, а ті, яких для пояснень не вистачає, вигадують. Саме у маргінальних версіях фіксують найбільшу кількість підроблених документів і фотографій, неправдивих свідчень, а то й просто голослівних анонімних тверджень, які видають за факти. Попри юридичну нікчемність такі версії дуже поширені в російському інформаційному середовищі, кількісно навіть превалюють над науково обґрунтованими. Авторитетні дослідники трагедії по-різному тлумачать цей дисбаланс. Одні пояснюють поширеність маргінальних версій історичним розвитком суспільства, адже вони з'явились одночасно із вступом СРСР у космічну еру, найбільшої популярності досягли у 1990-х роках, коли теми містики і паранормальних явищ були модними, а в XXI столітті стали втрачати популярність на тлі бурхливого розвитку інтернет-технологій. Отже, така «міфотворчість» відповідає запитам суспільства на інформацію певного ґатунку. Інші вважають цю популярність штучною і в значній поширеності маргінальних версій вбачають ознаки керованого інформаційного шуму, за яким намагаються приховати засекречену правду.

### Конспірологічні версії
Більшість цих версій висловлює туманні припущення, що під час походу члени групи Дятлова контактували з агентами іноземної розвідки, які їх вбили. У різних варіантах мотивами злочину виступають бажання зберегти анонімність (мандрівники виявились випадковими свідками) або помста (про зустріч було домовлено заздалегідь і шпигуни позбулися своїх ідеологічних опонентів). Саме останній варіант і відокремлює цю групу від кримінальних версій, адже у разі попередньо домовленої зустрічі виникає питання — задля чого її призначили? Маргінальні конспірологічні версії пояснюють це зрадою, але це виглядає вкрай непереконливо з огляду на те, що троє учасників походу працювали на секретних підприємствах, де: 1) був жорсткий режим охорони; 2) молоді спеціалісти не мали доступу до значних таємниць; 3) усі працівники мали певну ідеологічну підготовку. Отже, неймовірно, щоб усі три мали доступ до якоїсь таємниці й змовились одночасно.
Натомість О. І. Ракітін висунув версію контрольованої поставки, згідно з якою, ця зустріч була ініціативою радянських служб безпеки. На відміну від своїх попередників О. І. Ракітін не обмежився аналізом лише картини місця подій, але дослідив також біографії учасників походу, хід слідства, події до і після трагедії. Він застосував у своїй роботі новий метод психологічного аналізу фотографій, який дозволив дати точні характеристики членам групи, а також викрив їхні підсвідомі почуття. Таким чином автор версії відкрив низку досі невідомих, підозріливих фактів, зіставлення яких дозволило висунути радикально нове припущення. О. І. Ракітін пояснює загибель тургрупи Дятлова тим, що американські розвідники шукали в лавах працівників радянських воєнних підприємств особу, яка б передала їм зразки радіоактивних матеріалів. Радянська контррозвідка вирішила дезінформувати супротивника і послала на зустріч підставну особу. Під час зустрічі дезінформатора було викрито, всіх учасників експедиції вбито. Перевагою версії контрольованої поставки є майже цілковита узгодженість деталей з місця події (включаючи «містичні» небесні явища), особистих мотивів учасників походу з обраною стратегією виживання. Критики цієї версії зазначають, що методи роботи розвідки, змальовані О. Ракітіним, виглядають непереконливо, хоча автор наполягає на наявності у ЦРУ «транзитних агентів», навчених виконувати саме такі завдання у глибокому тилу супротивника.

### Реконструкція подій
Вміст цього розділу не слід сприймати як беззаперечні факти. В ньому викладено найбільш вірогідний розвиток подій, реконструйований за матеріалами слідства. За основу взято версію О. Ракітіна, як найбільш аргументовану, деякі припущення автора скореговано.

## Наслідки і значення трагедії
У 1959 році лавами вищого керівництва КДБ прокотилася хвиля звільнень, яку О. І. Ракітін пов'язує з провалом операції на Північному Уралі (інших поразок радянська розвідка на той час не мала). Оскільки офіційною причиною смерті вказаний нещасний випадок, а кількість загиблих була безпрецедентно високою, то керівництвом Свердловського обкому було вжито формальних покарань щодо кураторів туризму в Уральському політехнічному інституті. Голову спортивного клубу УПІ Л. Гордо звільнили з посади за незадовільну організацію походу і рятувальної операції (щоб не розпочинати пошуків Л. Гордо збрехав, що Дятлов телеграфував йому про вимушену затримку). Загибель групи Дятлова стала однією з причин ліквідації самодіяльного туризму в СРСР, яка тривала з 17 березня 1961 року по 20 липня 1962. Пізніше її визнають недієвою, оскільки незареєстровані туристи не залишали відомостей щодо свого маршруту, і смертність в їхніх лавах тільки зросла.

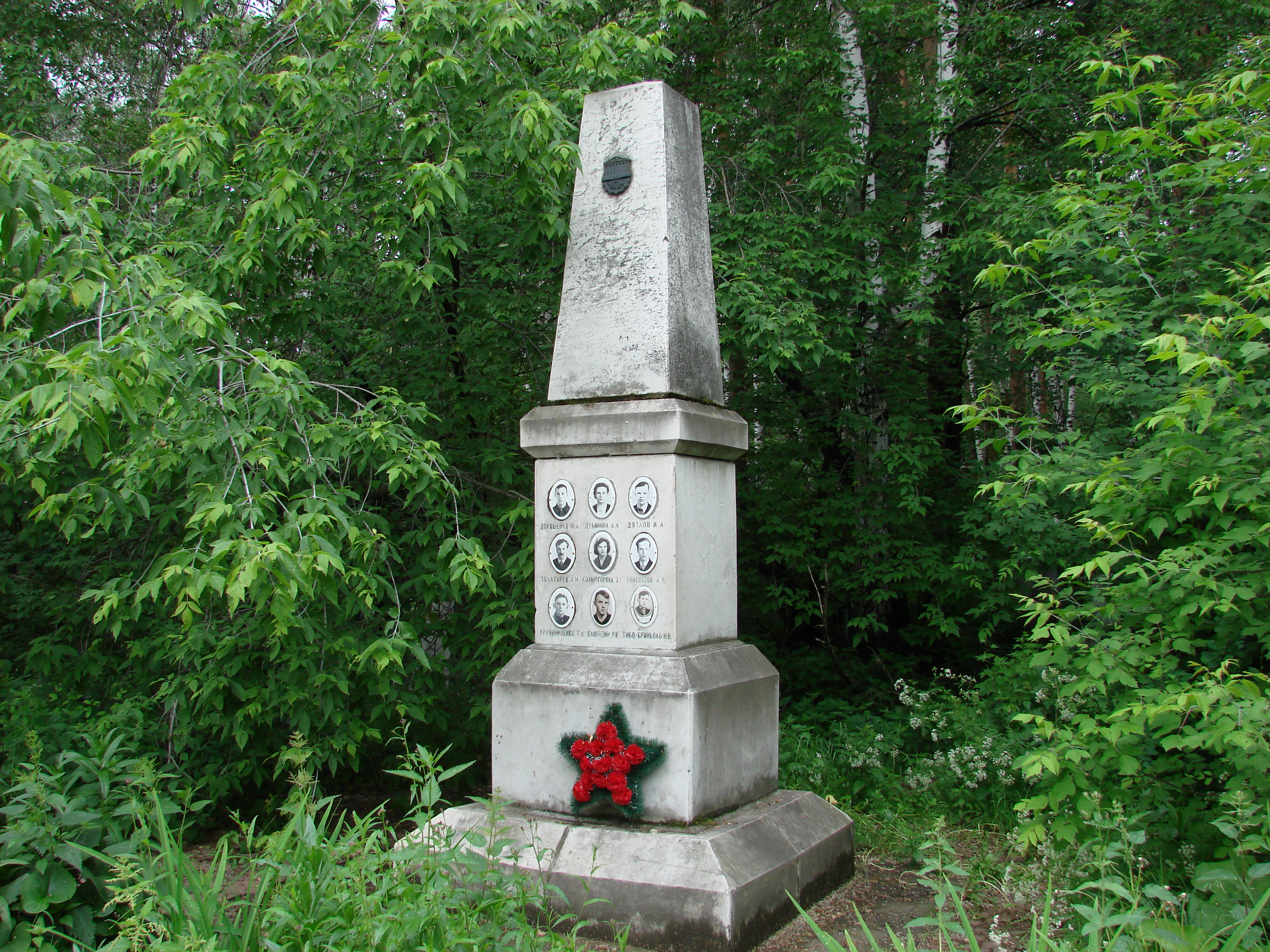
Пам'ятник членам групи Дятлова на Михайловському кладовищі.

Юрій Юдин після початкових слідчих дій активної участі в розслідуванні не брав, упевнившись у недобросовісності прокурора Л. М. Іванова. Після розсекречення справи він провів самостійне розслідування, на його переконання, туристів ліквідувало КДБ як небажаних свідків. Юрій до старості переховував оберіг, який йому подарувала Люда Дубініна, заповів поховати себе разом із загиблими друзями.
Смерть учасників походу за радянської доби перетворилась на культову таємницю. Її розслідували і популяризували переважно в маргінальному контексті парапсихологічних і містичних явищ. За непідтвердженими даними, кедр на місці подій місцеві лісоруби зрубали саме для того, щоб він не перетворився на культову пам'ятку. Ім'ям групи Дятлова назвали розташований поблизу місця подій перевал. 1963 року на скелі-останці посеред перевалу встановили меморіальну табличку з іменами всіх учасників трагічної експедиції, 1989 року встановили ще одну, а в 2012 прикріпили три таблиці з публікаціями про трагедію. З 2000-х років до місця подій організовують спрощені лижні походи: більшу частину шляху туристи долають всюдиходом, а останні 25 км до перевалу Групи Дятлова йдуть пішки заздалегідь приготованою лижнею. Кандидати економічних наук Єлизавета і Катерина Агамірови розглядають містифікацію трагедії як спосіб привабити до регіону туристів (на кшталт легенди про чудовисько озера Лох-Несс).
За мотивами трагедії створено низку літературних творів. Найперший і найвідоміший з них — художня повість «Найвищої категорії складності» авторства Ю. Є. Ярового. Твір написаний у 1966 році журналістом-пошуковцем і першим кореспондентом на місці подій, в повісті Ю. Є. Яровий пояснює загибель туристів природними причинами і водночас дає щасливу розв'язку (керівник групи рятується). З публіцистичних творів найбільш вагомі повість А. О. Матвеєвої «Перевал Дятлова» (2000—2001), документальне розслідування Є. В. Буянова і Б. Є. Слобцова «Таємниця загибелі групи Дятлова» (2011), нарис О. І. Ракітіна «Перевал Дятлова» (2013) і книга Д. Ейчара «Мертва гора» (2013).
За містичною версією подій у 2013 році режисер Ренні Гарлін зняв художній фільм «Таємниця перевалу Дятлова», що вкотре пожвавило інтерес до цієї теми у російському суспільстві. До виходу фільму на російські екрани газетою «Комсомольська правда» було випущено серію статей, а телеканалами КП-ТВ і Перший канал знято документальні серіали, які критик-мистецтвознавець С. Ільченко оцінив негативно.